# Paralcis deformis
Paralcis deformis là một loài bướm đêm trong họ Geometridae.